# Меријен Вилијамсон
Меријен Дебора Вилијамсон (енгл. Marianne Deborah Williamson; Хјустон, 8. јул 1952) америчка је књижевница, политичарка и кандидаткиња на председничким изборима у САД 2024. Ауторка је 14 књига, укључујући четири бестселера Њујорк тајмса.

## Биографија
Рођена је 8. јула 1952. године у Хјустону. Најмлађе је од троје деце Самјуела „Сема” Вилијамсона, ветерана Другог светског рата и имиграционог адвоката, и Софи Ен Каплан, домаћице и волонтерке у заједници. Отац и баба и деда по мајци су јој Јевреји из Русије, а одрасла је у породици више средње класе која је практиковала конзервативни јудаизам. Учила је о светским религијама и социјалној правди код куће и заинтересовала се за јавно заговарање када је видела свог рабина како говори против вијетнамског рата.